# UP-Klasse FEF
Die Lokomotiven der Klasse FEF der Union Pacific Railroad (UP), auch als Klasse 800 bezeichnet, sind Dampflokomotiven mit der Achsfolge 2’D2’ (Northern). Bei den insgesamt 45 Lokomotiven unterscheidet man drei Lieferserien bzw. Unterklassen FEF-1, FEF-2 und FEF-3, wobei sich die FEF-2 und -3 im Kuppelrad- und Zylinderdurchmesser von den FEF-1 unterscheiden.
Die letzte Lokomotive dieser Reihe, Nr. 844, war die letzte für die UP gebaute Dampflokomotive. Sie wurde nie ausgemustert und wird von der UP bis heute betriebsfähig gehalten.

## Geschichte
In den späten 1930er Jahren wurden die Zuglasten im Reisezugbetrieb so groß, dass die 2’D1’-Lokomotiven der Reihe 7000 an ihre Grenzen kamen. Nach einem Zusammenbruch einer solchen Lokomotive, in deren Zug auch der Dienstwagen des Präsidenten der UP eingereiht war, erhielt ALCO den Auftrag, eine stärkere Lokomotive zu bauen, die in der Ebene 20 Reisezugwagen mit 90 mph (145 km/h) befördern konnte.
Die ersten 20 Lokomotiven wurden 1937 geliefert. Sie erhielten die Nummern 800–819 und die Bezeichnung FEF, was für „four-eight-four“ (die Achsfolge 4-8-4 in der Whyte-Notation) stand. Sie hatten einen Kuppelraddurchmesser von 77 Zoll (1956 mm). Der erste Kuppelradsatz war seitlich verschiebbar, damit trotz eines festen Radstands von 6,7 m noch die notwendige Bogenläufigkeit gegeben war. Trotz der Größe der Lokomotiven waren nur zwei Zylinder vorhanden, wie es in den Vereinigten Staaten fast ausnahmslos üblich war. Die Nachlaufradsätze waren in einem Delta-Schleppgestell zusammengefasst.
Die Lokomotiven bewährten sich ausgezeichnet und 1939 lieferte ALCO weitere 15 Lokomotiven mit den Nummern 820 bis 834, die als Klasse FEF-2 bezeichnet wurden. Sie hatten auf 80 Zoll (2032 mm) vergrößerte Kuppelräder und einen größeren Zylinderdurchmesser, so dass die Zugkraft etwa gleich blieb. Der sechsachsige Schlepptender wurde durch einen siebenachsigen „Centipede“-Tender ersetzt, bei dem die hinteren fünf Radsätze im Rahmen gelagert waren.
Die zehn 1944 gelieferten Lokomotiven (Nr. 835–844), die als FEF-3 bezeichnet wurden, unterschieden sich praktisch nur in den verwendeten Materialien von den FEF-2.
Nach dem Zweiten Weltkrieg wurden alle FEF auf Ölfeuerung umgebaut. Weil die Personenzüge zunehmend mit Diesellokomotiven bespannt wurden, wurden die Lokomotiven zuletzt im Güterzugdienst eingesetzt. Zwischen 1957 und 1962 wurden sie ausgemustert, nur die jüngste von ihnen, die FEF-3 844, wurde für Sonderzüge betriebsfähig gehalten. Zwischen 1962 und 1989 trug sie die Nummer 8444, weil 844 im Nummernplan für eine Klasse von Diesellokomotiven vorgesehen war.
Die 844 wurde als einzige Dampflokomotive einer Class I railroad bis heute nicht ausgemustert. Sie kommt regelmäßig auf Sonderfahrten quer durch die Vereinigten Staaten zum Einsatz, wobei sie noch für Geschwindigkeiten bis 79 mph (127 km/h) zugelassen ist.

## Erhaltene Exemplare
Eine FEF-1, eine FEF-2 und zwei FEF-3 sind erhalten geblieben:
- Nr. 814 steht im RailsWest Railroad Museum in Council Bluffs (Iowa).[2]
- Nr. 833 steht im Utah State Railroad Museum in Ogden.[3]
- Nr. 838 dient als Ersatzteilspender für Nr. 844.[4]
- Nr. 844 "Living Legend" ist betriebsfähig und im UP-Depot in Cheyenne (Wyoming) stationiert, es handelt sich um die letzte für UP gebaute Dampflok, außerdem wurde sie seit Indienststellung 1944 niemals stillgelegt.[4][5]

## Galerie

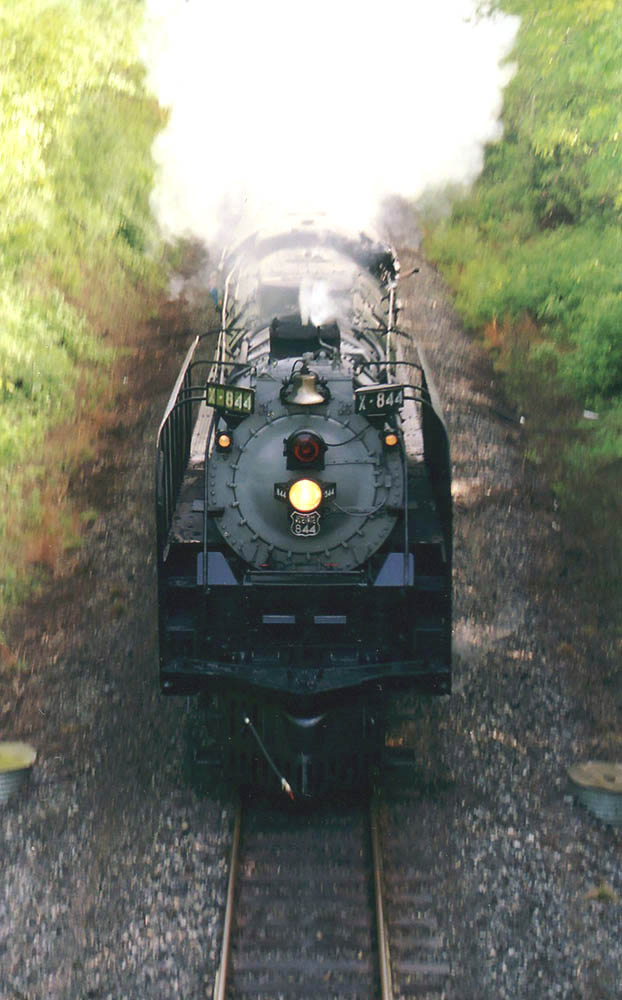
Frontansicht
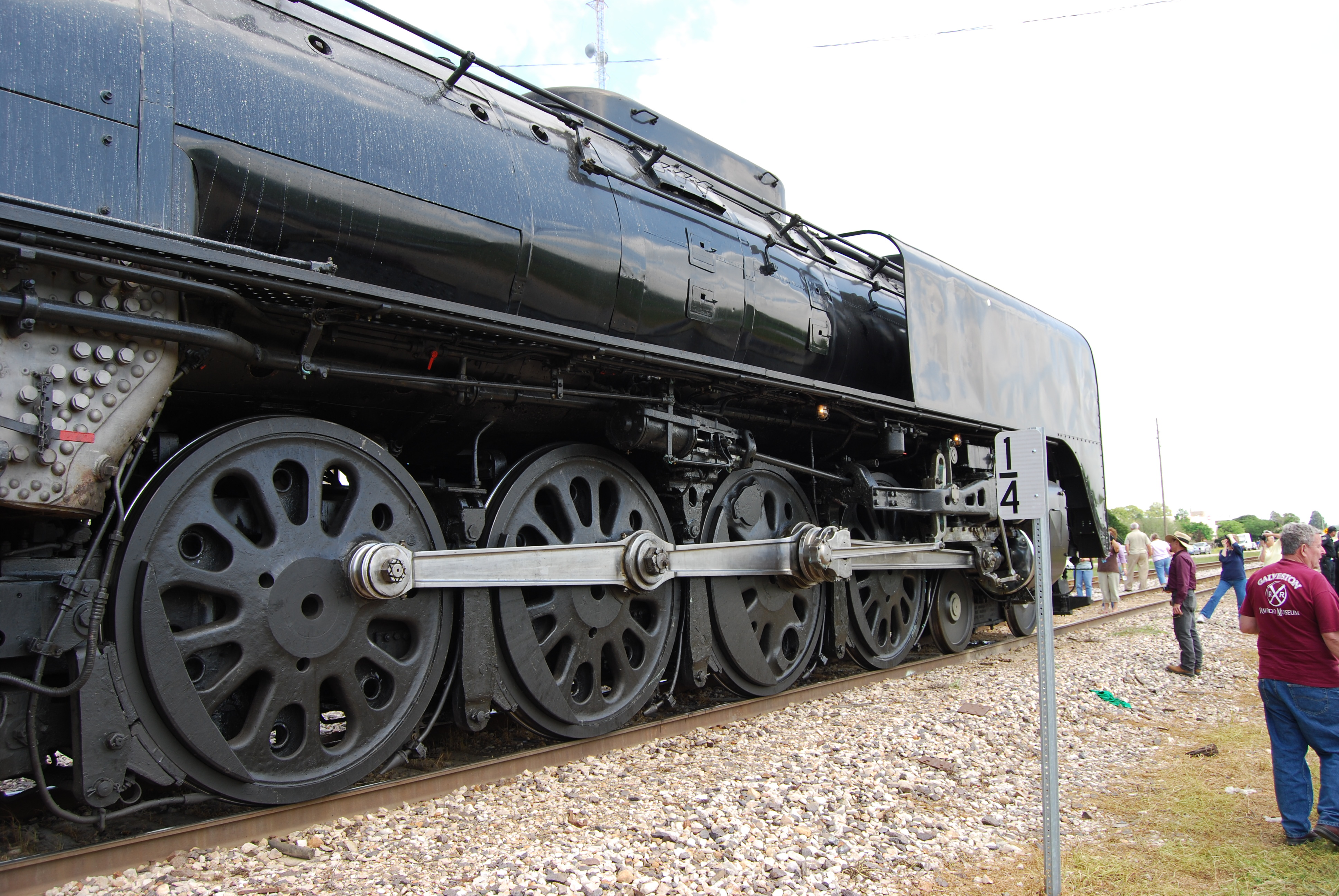
Boxpok-Kuppelräder
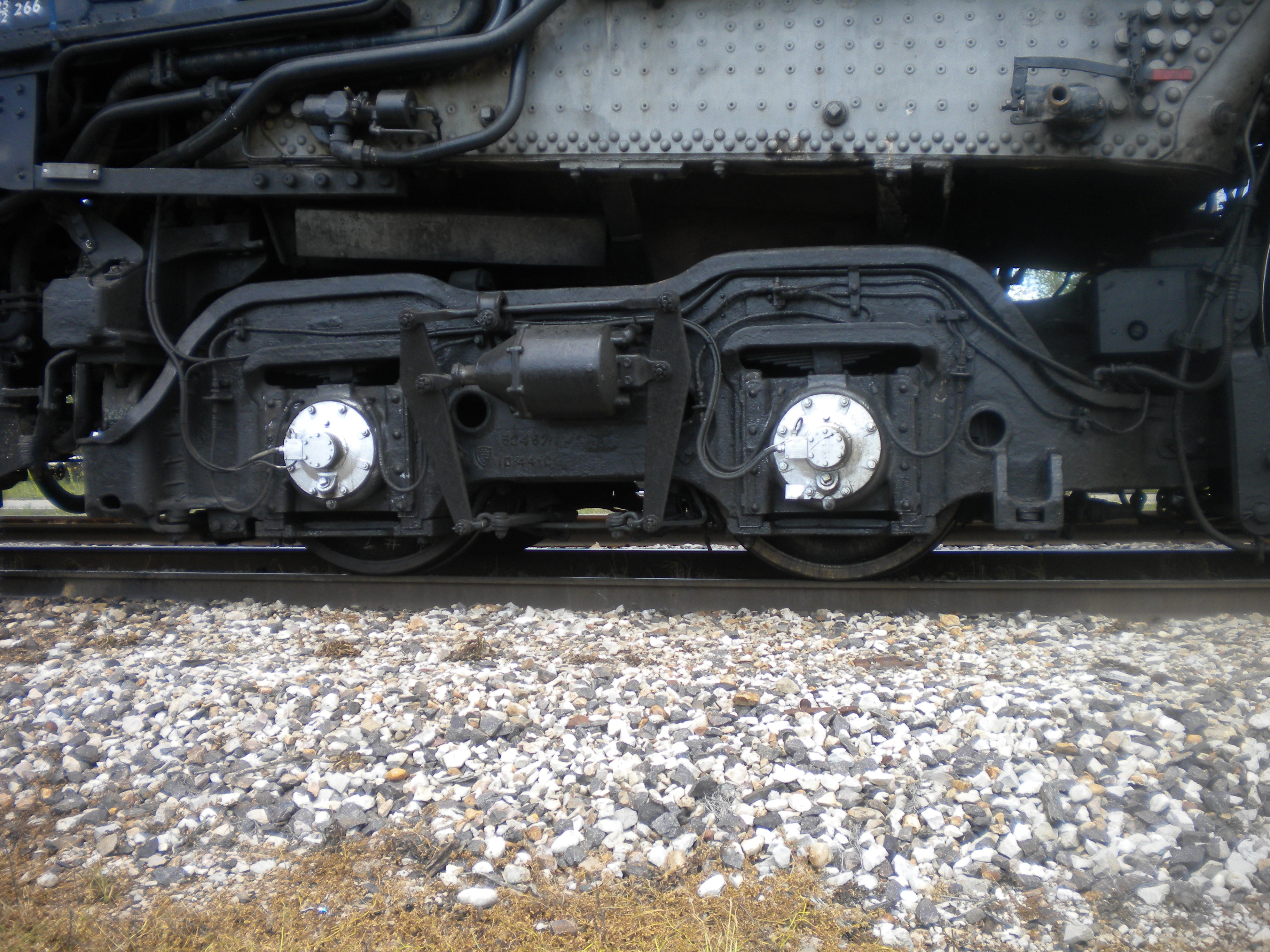
Delta-Schleppgestell
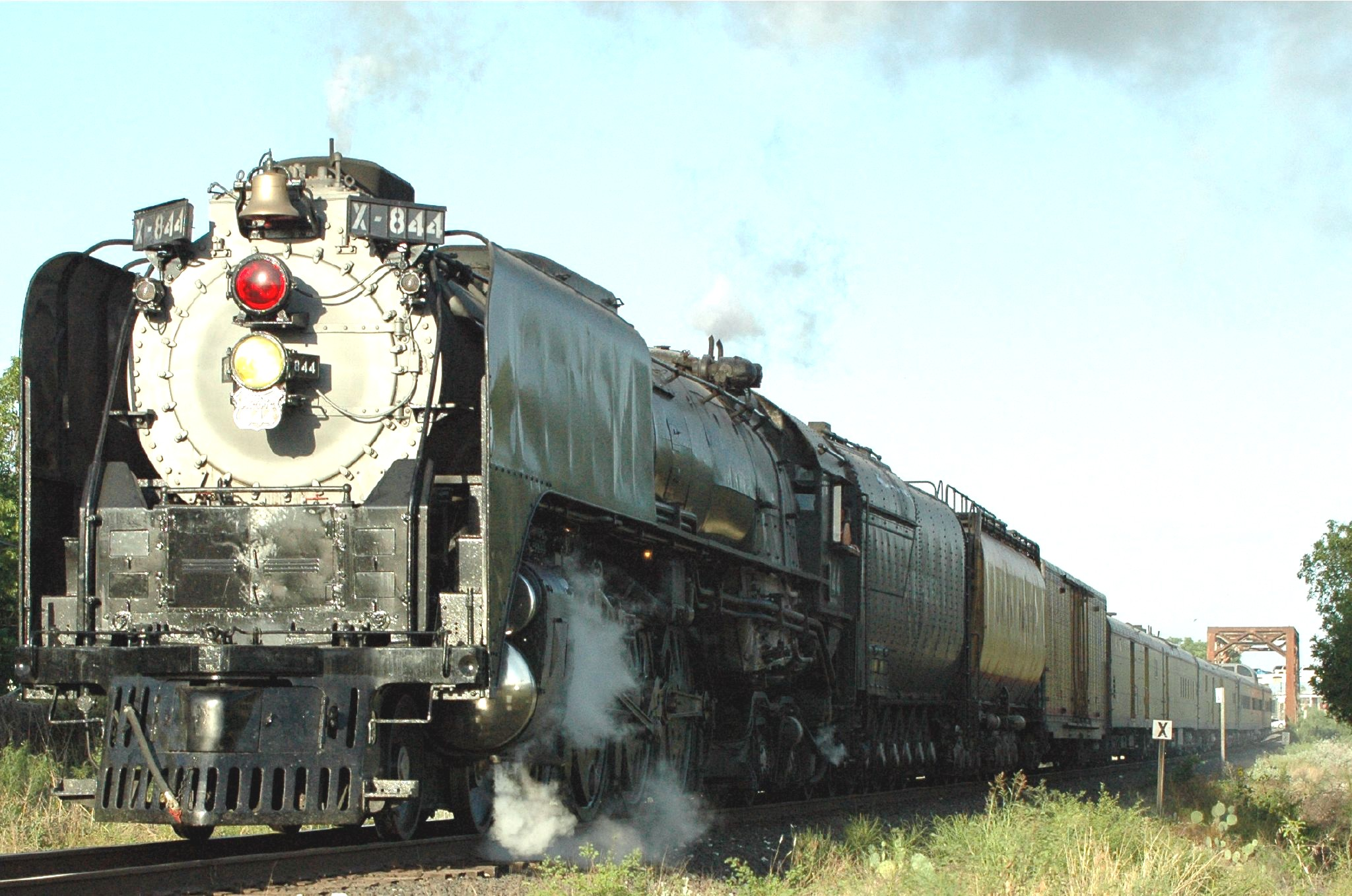
UP 844 (Mai 2006)
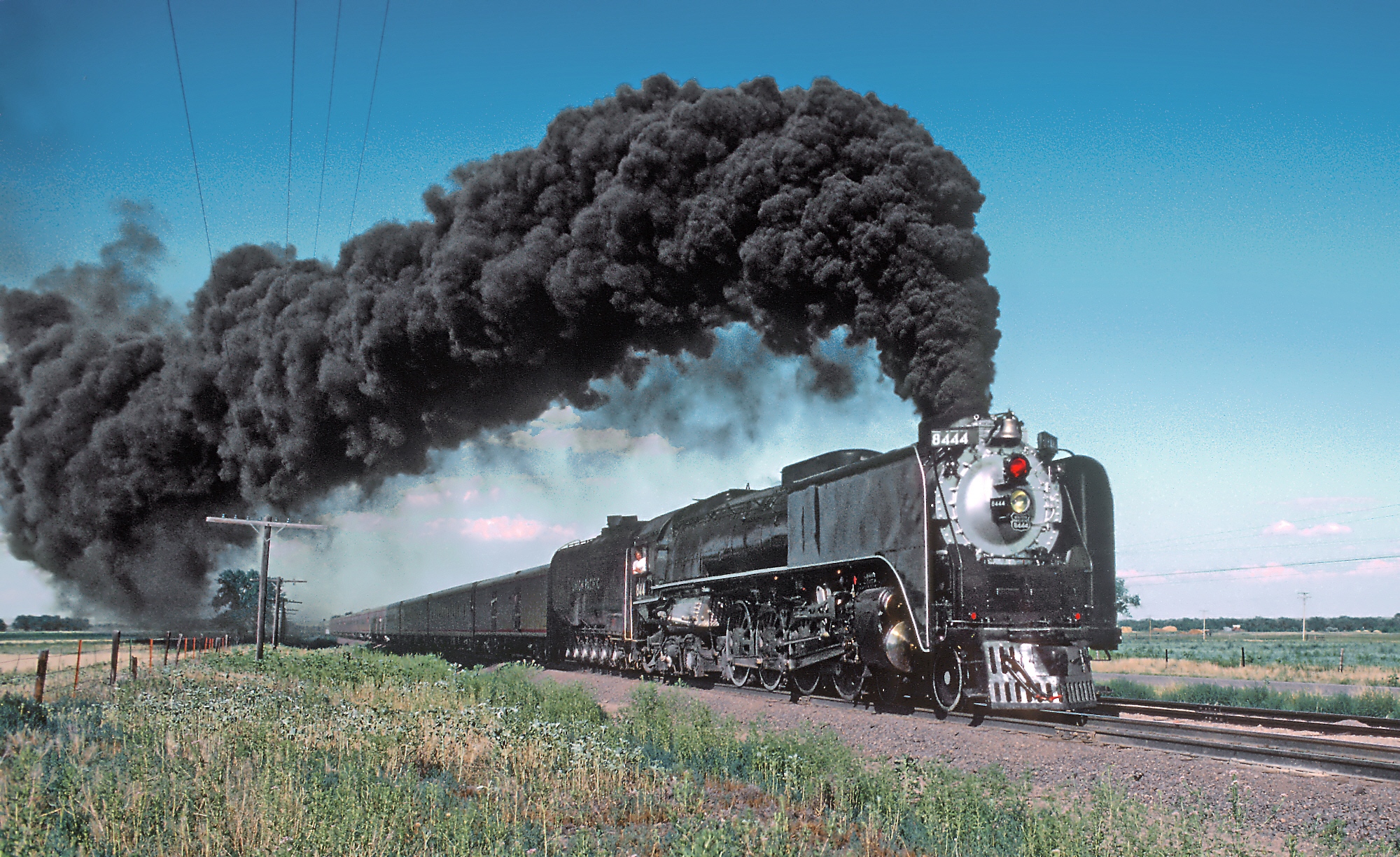
UP 844 in Colorado (Juli 1981)
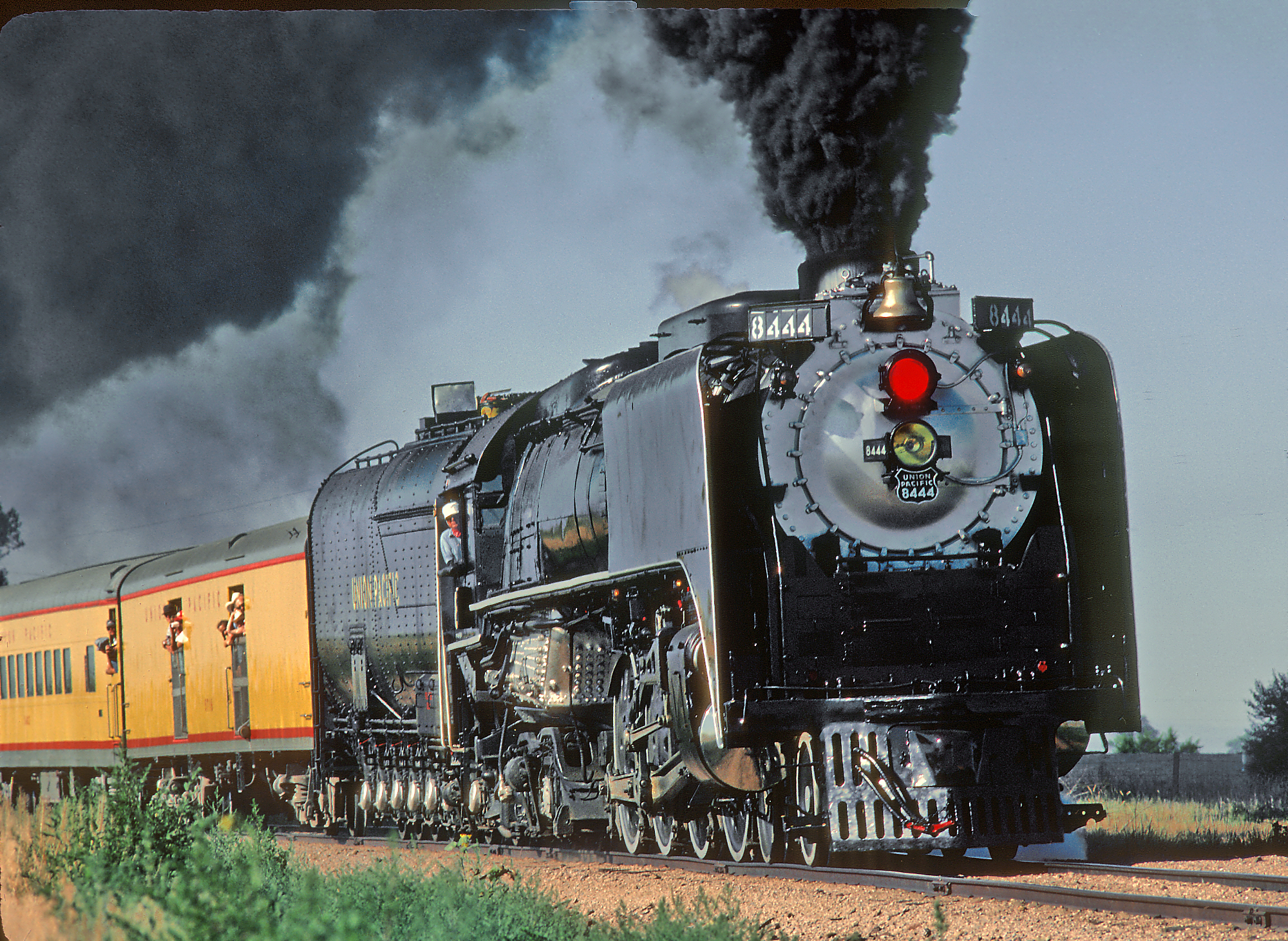
UP 844 in Colorado (Juli 1981)
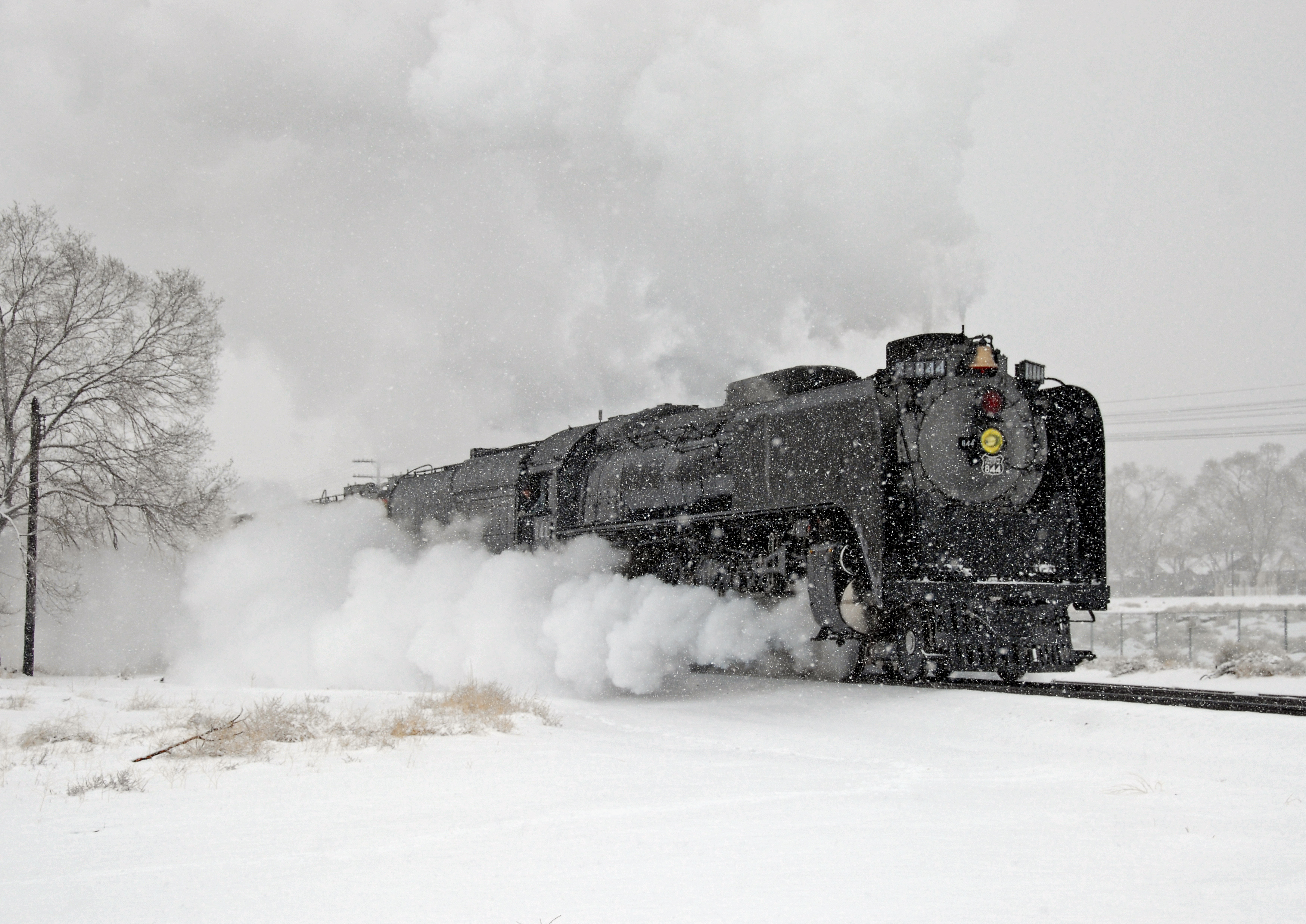
UP 844 in Winnemucca (Nevada) (September 2009)